# Categories for the Description of Works of Art
Categories for the Description of Works of Art (CDWA), (Catégories pour la Description des Objets d'Art en français), décrit le contenu des bases de données artistiques en articulant un cadre conceptuel pour la description et l'accès à l'information sur les œuvres d'art, l'architecture, la culture matérielle, les groupes et collections d'œuvres et les images connexes.
Les CDWA comprend 540 catégories et sous-catégories rédigées en anglais. Un petit sous-ensemble de catégories est considéré comme essentiel (core) dans la mesure où il représente l'information minimale nécessaire pour identifier et décrire une œuvre.
Les discussions sur les CDWA identifient les domaines, les ressources de vocabulaire et les pratiques descriptives qui rendront l'information résidant dans divers systèmes plus accessible et plus compatible pour le partage et la liaison. CDWA peuvent être utilisées pour cartographier les systèmes d'information d'art existants, pour identifier les problèmes liés au développement de nouveaux systèmes, et pour informer les liens des données dans un environnement ouvert. Les CDWA comprennent des discussions, des directives de base pour le catalogage et des exemples.
Les CDWA sont maintenues par le Getty Vocabulary Program et sont couramment implémentées dans les logiciels de gestion de musée mais aussi son auditoire comprend des collections spéciales, des archives, bibliothèques, professionnels de la conservation, archéologues, projets de documentation, professionnels des ressources visuelles et des professionnels de l'information associés à ces groupes.

## Objectif
Les catégories fournissent un cadre permettant de cartographier les systèmes d'information sur l'art existants et de développer de nouveaux systèmes. De plus, les discussions sur les CDWA identifient des ressources de vocabulaire et des pratiques descriptives qui rendront l'information résidant dans divers systèmes à la fois plus compatible et plus accessible.
L'utilisation du cadre CDWA contribuera à l'intégrité et à la longévité des données et pourrait, à terme, faciliter leur migration vers de nouveaux systèmes à mesure que la technologie de l'information continue d'évoluer. Par-dessus tout, cela aidera à fournir aux utilisateurs finaux un accès fiable et cohérent aux informations, quel que soit le système dans lequel elles résident.
CDWA ont été cartographié ou utilisé comme base pour divers catalogues d'art et systèmes d'informations. Pour un exemple d'implémentation des sous-catégories de base CDWA, voir le Getty Vocabulary, CONA, Cultural Objects Name Authority.

## Histoire
Les CDWA sont un produit du Art Information Task Force (AITF), qui encourage le dialogue entre les historiens de l'art, les professionnels de l'information artistique et les fournisseurs d'information afin qu'ils puissent élaborer ensemble des directives pour décrire les œuvres d'art, l'architecture, les groupes d'objets et les substituts textuels.
Formé au début des années 1990, la task force comprenait des représentants des communautés qui fournissent et utilisent l'information sur l'art: historiens de l'art, conservateurs de musée et registraires, professionnels des ressources visuelles, bibliothécaires d'art, gestionnaires de l'information et spécialistes techniques. Le travail de l'AITF a été financé par le J. Paul Getty Trust, avec une subvention de contrepartie de deux ans du National Endowment for the Humanities (NEH) du College Art Association (CAA).

## CDWA Lite
ARTstor,  J. Paul Getty Trust, et RLG Programs/ OCLC ont travaillé ensemble pour développer un schéma XML pour décrire les matériaux culturels et leurs substituts afin de fournir un modèle plus facile et plus durable. Cette initiative a été motivée par l'absence d'une norme de contenu de données spécifiquement conçue pour des œuvres culturelles uniques et un format technique pour l'expression de ces données dans un format lisible par les ordinateurs.
CDWA Lite est un schéma XML qui décrit les principaux enregistrements d'œuvres d'art et de culture matérielle basés sur les CDWA et la norme de contenu Cataloguing Cultural Objects (CCO). Les enregistrements CDWA Lite sont destinés à la contribution aux catalogues collectifs et autres référentiels à l'aide du protocole de récolte Open Archives Initiative (OAI). Le schéma CDWA Lite a été agrandi et intégré dans le schéma LIDO (Lightweight Information Describing Objects), disponible sur le site CIDOC.

## CDWA Core Catégories
| Pour objets, architecture ou groupe                                                | Pour la personne                                                                                            | Pour le lieu                                                  | Pour le concept générique                                                         | Pour le sujet                                                          |
| ---------------------------------------------------------------------------------- | --- | ------------------------------------------------------------- | --------------------------------------------------------------------------------- | ---------------------------------------------------------------------- |
| Catalog Level (Niveau du catalogue)                                                | Name (Nom)                                                                                                  | Place Name (Nom du lieu)                                      | Term (Terme)                                                                      | Subject Name (Nom du sujet)                                            |
| Object/Work Type (Objet/type de travail)                                           | Biography (Biographie)                                                                                      | Place Type (Type de lieu)                                     | Related Generic Concepts (hierarchical) (Concepts génériques liés (hiérarchique)) | Related Subjects (if hierarchical) (Sujets connexes (si hiérarchique)) |
| Classification Term (Terme de classification)                                      | Birth Date (Date de naissance)                                                                              | Related Places (hierarchical) (Lieux connexes (hiérarchique)) | Scope Note (Note de contenu)                                                      |                                                                        |
| Title or Name (Titre ou Nom)                                                       | Death Date (Date de mort)                                                                                   |                                                               |                                                                                   |                                                                        |
| Measurements Description (Description des mesures)                                 | Nationality/Culture/Race (Nationalité / Culture / Race)                                                     |                                                               |                                                                                   |                                                                        |
| Materials and Techniques Description (Description des matériaux et des techniques) | Life Roles (Rôles de vie)                                                                                   |                                                               |                                                                                   |                                                                        |
| Creator Description (Description du créateur)                                      | Related People / Corporate Bodies (if hierarchical) (Personnes liées / Personnes morales (si hiérarchique)) |                                                               |                                                                                   |                                                                        |
| Creator Identity (Identité du créateur)                                            | |                                                               |                                                                                   |                                                                        |
| Creator Role (Rôle du créateur)                                                    | |                                                               |                                                                                   |                                                                        |
| Creation Date (Date de création)                                                   | |                                                               |                                                                                   |                                                                        |
| Subject Matter Indexing Terms (Termes d'indexation)                                | |                                                               |                                                                                   |                                                                        |
| Current Repository/Geographic Location (Dépôt actuel / emplacement géographique)   | |                                                               |                                                                                   |                                                                        |
| Current Repository Numbers (Numéros de référentiel actuels)                        | |                                                               |                                                                                   |                                                                        |

* Traduction de l'anglais entre parenthèses.